# Navajo (språk)
Navajo (eget namn: Diné bizaad) eller navaho är ett athabaskiskt språk nära besläktat med den västra dialekten av apache. Språket talas i sydvästra USA, i synnerhet i staterna New Mexico och Arizona. Språket är det största nordamerikanska ursprungsspråket och talades 2010 av cirka 170 000 människor.
Navajo används bland annat inom skolundervisning och lokal radio och litteratur skrivs även på språket.
Språket skrivs med latinska alfabetet. För första gången översattes Bibeln i sin helhet till navajo år 1985.

## Historia och vitalitet
För den första gången skrevs navajo år 1849 av löjtnanten James H. Simpson som publicerade en ordlista om språket på tidningen Journal of a Military Reconnaissance. Ordböcker och språkläror om språket publicerades på 1900-talet då missionärer började sprida kristendomen.  Det fanns dock ingen enighet om språkets ortografi, vilket ledde till det att verk från olika missionärer var helt olika.
USA:s militär använde under andra världskriget en kod baserad på navajospråket som kryptering för meddelanden över kortvågsradio. Orsaken till att välja just navajo var att det fanns oenighet om språkets ortografi. Uppskattningar om antal navajotalande personer som rekryterades varierar mellan 375 och 420. Efter kriget förbjöd myndigheterna att tala om operationen, och den hölls hemlig tills år 1968. År 2000 stiftades Honoring the Code Talkers Act-lagen med vars hjälp navajo slutligen fick erkännande. Koden skildrades i filmen Windtalkers från 2002.
Från och med 2000 har andelen av navajotalare sjunkit från 79 % till knappast 51 % år 2010 bland navajofolket. Andelen av talarna uppskattas att sjunka till 10 % på 2030-talet. Trots detta försvarar navajotalarna sitt språk kraftigt.

## Fonologi

### Vokaler
|            | Främre | Främre | Bakre | Bakre |
| ---------- | ------ | ------ | ----- | ----- |
| Oral       | Nasal  | Oral   | Nasal |       |
| Sluten     | ɪ      | ĩ      |       |       |
| Halvsluten | e      | ẽ      | o     | õ     |
| Öppen      |        |        | ɑ     | ɑ̃     |

Källa:

### Konsonanter
|             |             | Bilabial | Alveolar | Alveolar | Palatoalveolar | Palatal | Velar  | Velar    | Glottal |
| Norm.       | Lat.        | Bilabial | Norm.    | Lab.     | Palatoalveolar | Palatal |        |          | Glottal |
| ----------- | ----------- | -------- | -------- | -------- | -------------- | ------- | ------ | -------- | ------- |
| Nasal       | Nasal       | m        | n        |          |                |         |        |          |         |
| Klusil      | Norm.       | p        | t        | tɬ       |                |         | k      |          | ʔ       |
| Klusil      | Asp.        |          | tʰ       | tɬʰ      |                |         | kʰ     | kʰʷ      |         |
| Klusil      | Ejek.       |          | tʼ       | tɬʼ      |                |         | kʼ     |          |         |
| Affrikat    | Norm.       |          |          |          | ts             | tʃ      |        |          |         |
| Affrikat    | Asp.        |          |          |          | tsʰ            | tʃʰ     |        |          |         |
| Affrikat    | Ejek.       |          |          |          | tsʼ            | tʃʼ     |        |          |         |
| Frikativ    | Frikativ    |          | s \| z   |          |                | ʃ \| ʒ  | x \| ɣ | xʷ \| ɣʷ |         |
| Lateral     | Lateral     |          | l        | ɬ        |                |         |        |          |         |
| Approximant | Approximant | w        |          |          |                | j       |        |          |         |

Källa:

## Grammatik och lexikon
Navajo kan kallas för agglutinerande eller polysyntetiskt språk. Ordföljden är SOV. Navajo har fjorton så kallade verbstammar som klassificerar olika föremål efter dess form och utseende som också beskriver föremålets rörelse eller tillstånd.
Räkneord 1-10 på navajo:
| 1        | 2     | 3    | 4    | 5       | 6      | 7         | 8       | 9         | 10      |
| -------- | ----- | ---- | ---- | ------- | ------ | --------- | ------- | --------- | ------- |
| t'ááłá'í | naaki | táá' | dį́į́ʼ | ashdla' | hastą́ą́ | tsosts’id | tseebíí | náhást’éí | neeznáá |